# Albosaggia
Albosaggia là một đô thị ở tỉnh Sondrio trong vùng Lombardia của Italia, có vị trí khoảng 90 km về phía đông bắc của Milano và khoảng 2 km về phía tây nam của Sondrio. Tại thời điểm ngày 31 tháng 12 năm 2004, đô thị này có dân số 3.135 người và diện tích là 34,3 km².
Albosaggia giáp các đô thị: Caiolo, Castione Andevenno, Faedo Valtellino, Montagna in Valtellina, Piateda, Sondrio.